# Plutos
Plutos è un personaggio immaginario protagonista di una omonima serie a fumetti pubblicata in italia negli anni cinquanta dalle Edizioni Audace. La serie venne ideata da Giovanni Luigi Bonelli e disegnata da Leone Cimpellin. Il personaggio è uno dei primi eroi mascherati del fumetto italiano; la figura del giustiziere solitario provocò polemiche e si arriverà anche a un processo che porterà alla prematura conclusione della serie.

## Trama
Bill Donovan, per vendicare la morte del fratello causata da uno scontro tra bande rivali, decide di camuffarsi indossando un costume simile a quello di Batman per combattere contro bande di gangster e sette di malviventi cinesi.